# Lukas König
Lukas Agustin König (Buenos Aires, Argentina; 30 de julio de 2002) es un futbolista argentino. Juega de centrocampista en el Defensor SC de la Primera División de Uruguay.

## Trayectoria
Formado en las inferiores del Vélez Sarsfield, König se incorporó al equipo primavera del Genoa italiano en 2020. Su paso por el equipo primavera italiano fue marcado por la pandemia y lesiones.
El 22 de agosto de 2022, el centrocampista fichó en el Olbia de la Serie C.

## Estadísticas
Actualizado al último partido disputado el 31 de enero de 2023.
| Club           | Div.          | Temporada     | Liga  | Liga  | Copas nacionales | Copas nacionales | Copas internacionales | Copas internacionales | Total | Total |
| Club           | Div.          | Temporada     | Part. | Goles | Part.            | Goles            | Part.                 | Goles                 | Part. | Goles |
| -------------- | ------------- | ------------- | ----- | ----- | ---------------- | ---------------- | --------------------- | --------------------- | ----- | ----- |
| Olbia · Italia | 3.ª           | 2022-23       | 13    | 0     | 0                | 0                | —                     | —                     | 13    | 0     |
| Olbia · Italia | Total club    | Total club    | 13    | 0     | 0                | 0                | 0                     | 0                     | 13    | 0     |
| Total carrera  | Total carrera | Total carrera | 13    | 0     | 0                | 0                | 0                     | 0                     | 13    | 0     |